# (5251) Брэдвуд
(5251) Брэдвуд (лат. Bradwood) — астероид, относящийся к группе астероидов пересекающих орбиту Марса. Он был открыт 18 мая 1985 года новозеландскими астрономами Аланом Гилмором и Памелой Килмартинин в обсерватории Маунт Джон и назван в честь американского астронома Франка Брэдшо Вуда (англ. Frank Bradshaw Wood).

Орбита астероида Брэдвуд и его положение в Солнечной системе